# Крушанівка
Крушані́вка — село в Україні, у Староушицькій селищній територіальній громаді Кам'янець-Подільського району Хмельницької області.

## Назва
По берегах місцевого струмка росли буйні зарослі крушини, старожили пригадували, що саме серед цих кущів була побудована перша хата. І саме назва цих кущів і дала найменування селу — «Крушанівка». Історично початково зафіксована назва «Крушинівка» у праці «Парафії та церкви Подільської єпархії», виданій 1901 року під редакцією священика Юхима Сіцінського. Назва Крушанівка зафіксована вже 1925 року у виданій у Вінниці книжці «Населені місця Поділля».

## Географія
Крушанівка розташована на пологій низині, розділеній невеликим струмком на дві частини. Територія села на півночі примикає до села Нефедівці, а на схід і захід від нього лежать Рункошів та Ленівка, знаходиться за 33 км автодорогами від міста Кам'янець-Подільський.

### Клімат
Крушанівка знаходяться в межах вологого континентального клімату із теплим літом, у так званому «теплому Поділлі», тут весна настає на 2 тижні раніше. Але діяльність людини досить часто призводить до екоциду, поганих змін та глобального потепління. Рівень наповнення річок водою по області становить лише 20 % від необхідного стандарту, значна частина земної поверхні стає посушливою. Для покращення ситуації варто було б проводити ревайлдинг, відновлювати екосистеми та лісові насадження.

## Історія
В документальних джерелах вперше згадується у першій половині XVIII століття, приписаним до Китайгородської єпархії.
У 1853 року на кошти прихожан і місцевого священика Івана Надольського, який пожертвував понад 3000 рублів, тут було збудовано кам'яну церкву, а в 1860 році відкрито школу грамоти.
Із книжки Віктора Гульдмана «Помісне землеволодіння в Подільській губернії», виданій 1898 року, довідуємося, що Крушинівка належала спадкоємцям грецької підданої Лукії Кумбарі, власниця мешкала в Одесі, а маєток перебував у керуванні капітана Генерального штабу Павла Аристовича Коцебу.
У 1900 році з'явилося нове приміщення церковно-парафіальної школи, де навчалось 37 учнів з 148 дітей шкільного віку.
Внаслідок поразки визвольних змагань на початку XX століття, село надовго окуповане російсько-більшовицькими загарбниками.
Радянська окупація принесла колективізацію та розкуркулення, мешканці села зазнали репресій.
В 1932–1933 селяни села пережили жахливі події — Голодомор.
Кам'яна церква, що збудували в 1853 року на кошти прихожан і місцевого священника Івана Надольського і справу якого продовжив його син Євтихій, а далі внук Арсеній та правнук Михайло. Останнього в роки терору розстріляли за наказом НКВС за відмову зректися від віри.
Після завершення Другої світової війни у 1946—1947 роках село вчергове пережило голод.
1960 року до складу села увійшло село Яр-Крушанівський.
24 лютого 1984 року тодішній колгосп було визнано переможцем у Всесоюзному змаганні за успішне виконання державного плану економічного і соціального розвитку СРСР і нагороджено.
З 1991 року в складі незалежної України.
7 вересня 2017 року шляхом об'єднання сільських рад село увійшло до складу Староушицької селищної громади. Об'єднання в громаду має створити умови для формування ефективної і відповідальної місцевої влади, яка зможе забезпечити комфортне та безпечне середовище для проживання людей.

## Населення
1900 році в селі проживало 1250 чоловік і було 294 двори.
У 1901 році населення — українці, православні, 619 душ чоловічої статі та 631 душа жіночої статі, католиків — до 140 душ і євреїв — понад 50 душ обох статей.
За Всесоюзним переписом 1939 року у селі проживало 1443 жителі.
У 2010 році населення становить 765 осіб (з 330 дворів).

### Мова
У селі поширені західноподільська говірка та південноподільська говірка, що відносяться до подільського говору, який належить до південно-західного наріччя.

## Економіка та інфраструктура
В селі працюють дев'ятирічна школа І-ІІ ступенів, дитячий садочок, клуб, бібліотека, медпункт. Проводиться розробка піщаного кар'єра і каменоломень білого вапняку та діє на території ТОВ ВКФ «Агро-Еко XXI».
Збудовано майданчик для міні-футболу нового покоління зі штучним покриттям. Існує сільська команда «Титан», яка бере участь у районній першості з футболу.

## Історико-архітектурні пам'ятки
- Церква Успіння; Церква збудована, ймовірно, у першій половині XVIII ст. В 1740 р. — триповерхова дерев'яна споруда, дах солом'яний. Нову кам'яну споруду зведено у 1834–1853 рр. Розміри її 24,5×12,1 м, висота дзвіниці 29,1 м.
- Пам'ятник загиблим у Другій світовій війні;
- Пам'ятник жертвам голодомору.

## Охорона природи

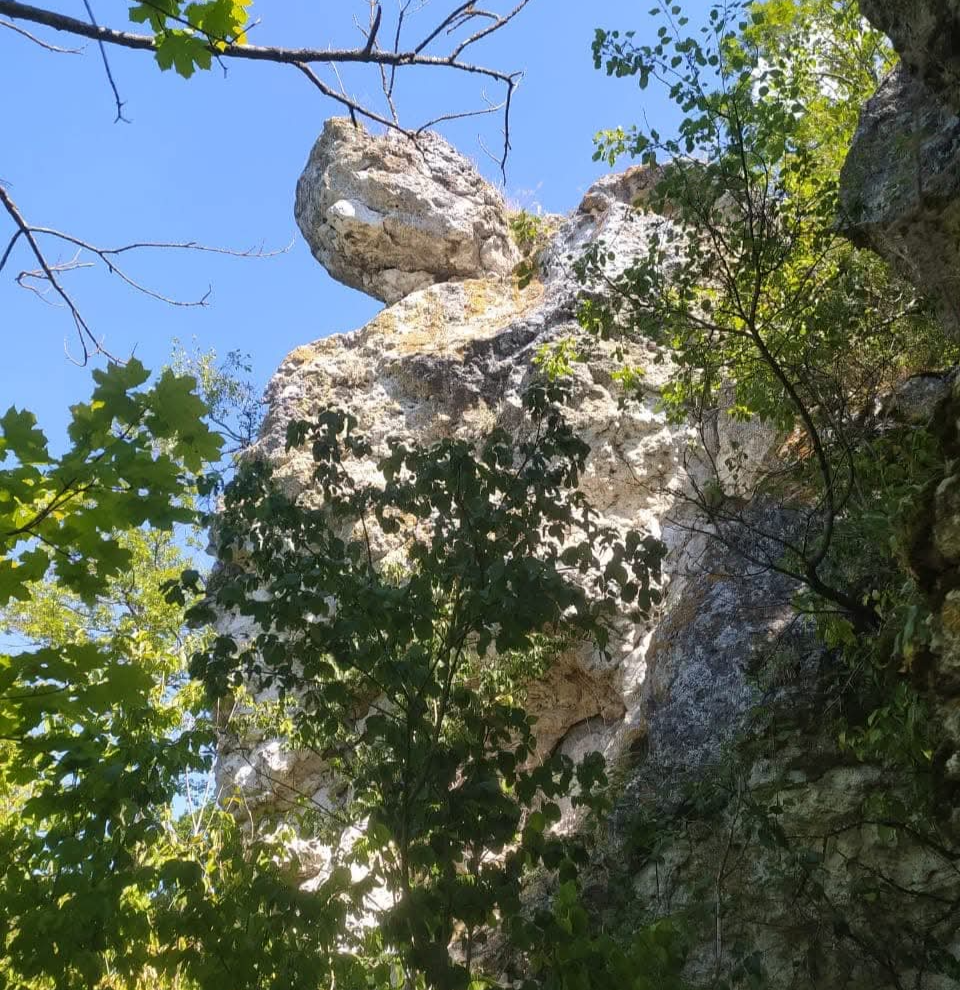
Молочний камінь

Село лежить у межах національного природного парку «Подільські Товтри». На південь від села розташований Брідок.
Крушанівському яру є джерело, яке місцеві називають «Ринва». Також, можна добратися до «Молочного каменя», звідти відкриється неймовірний краєвид на Совий та Крушанівський яри.

## Відомі люди

### Уродженці
- Лавський Анатолій Йосипович — керівник міськрайонного управління Держпродспоживслужби.[4]

### Проживали, перебували
- Надольський Михайло — священик, якого радянська влада виселила з Крушанівки, ув'язнила і згодом розстріляла.
- Гінзеровський Олександр — підприємець, керівник ТОВ ВКФ «Агро-Еко XXI».

## Галерея

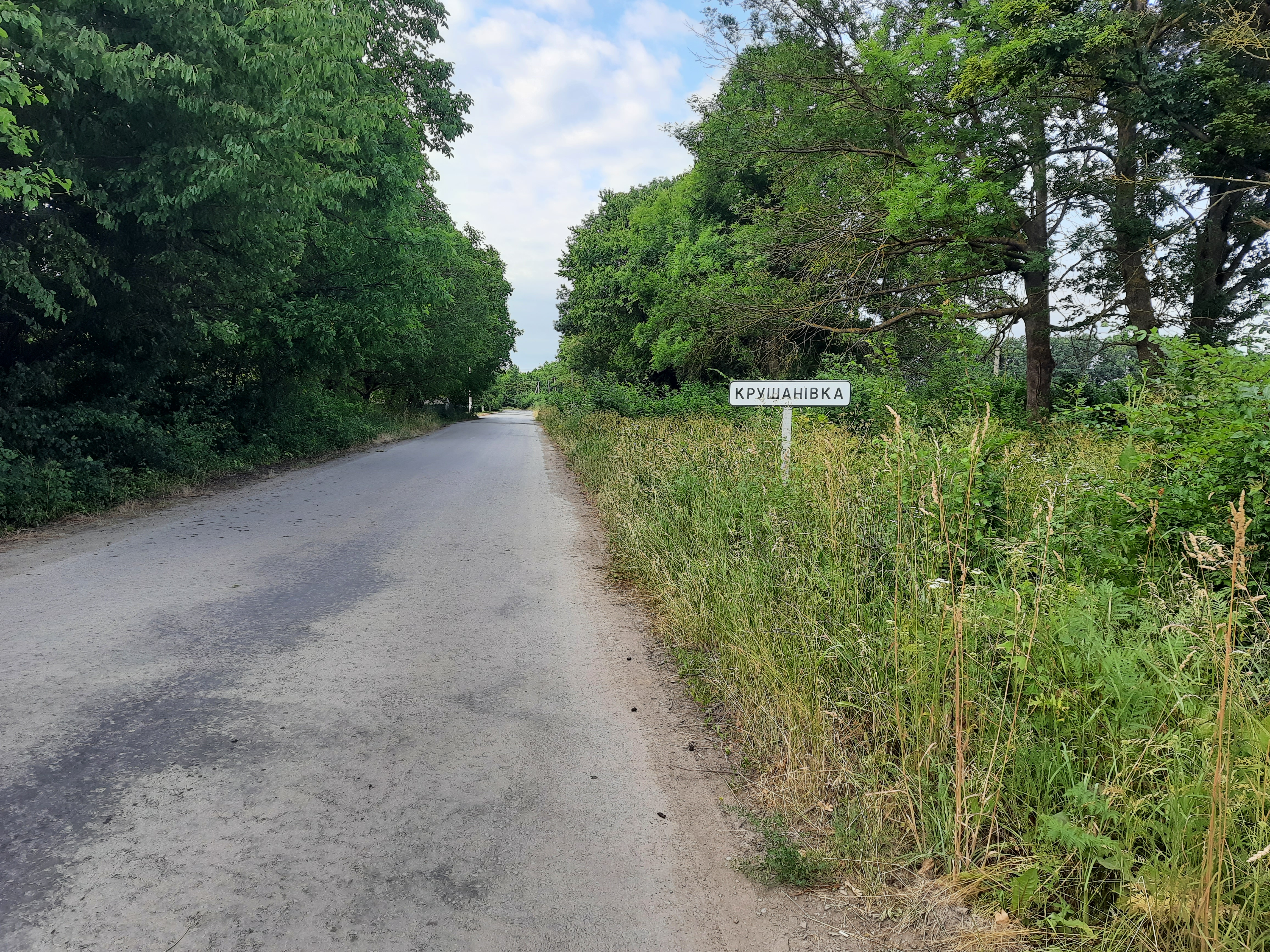
Дорожній знак при в'їзді в село
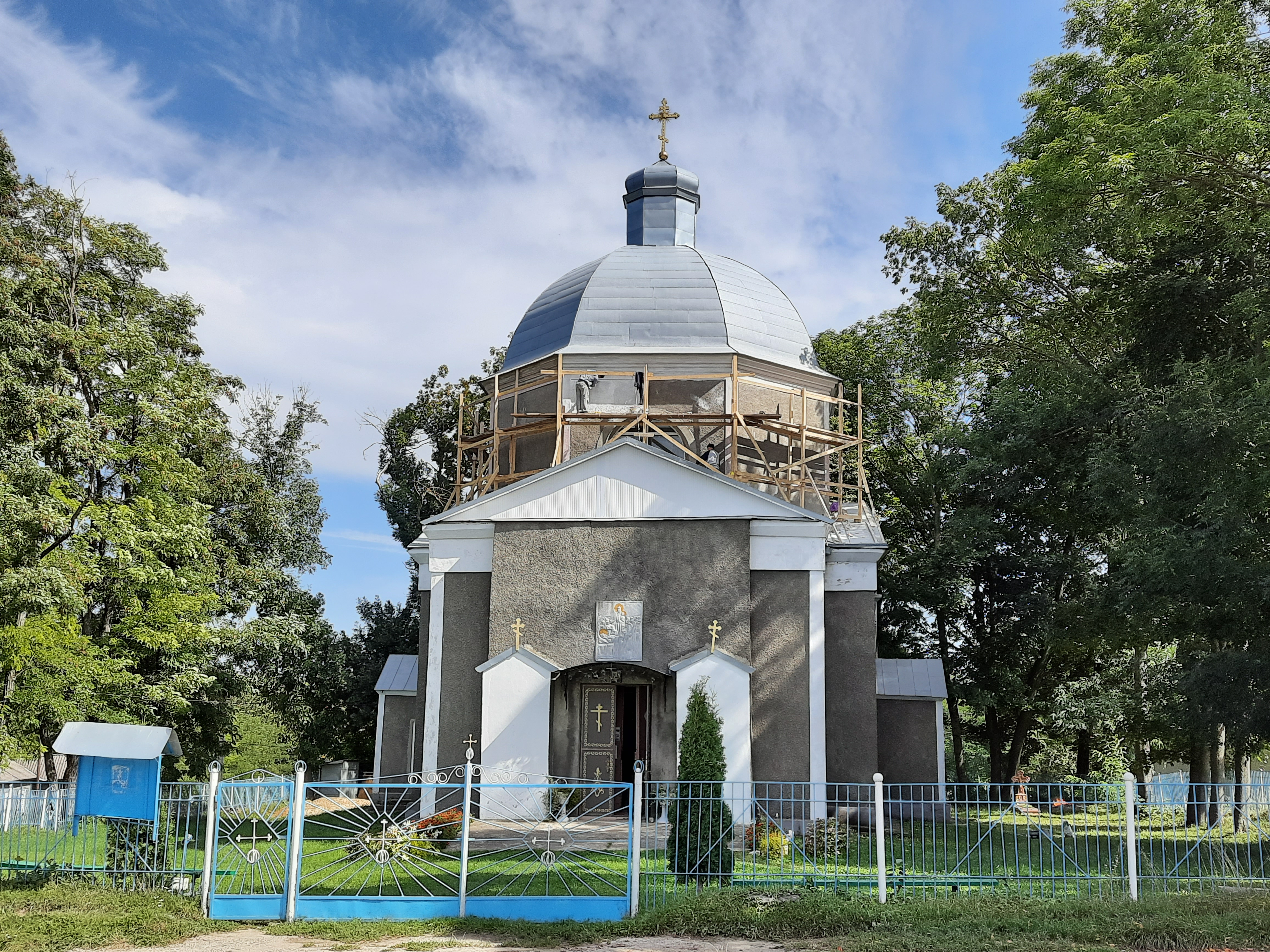
Успенська церква
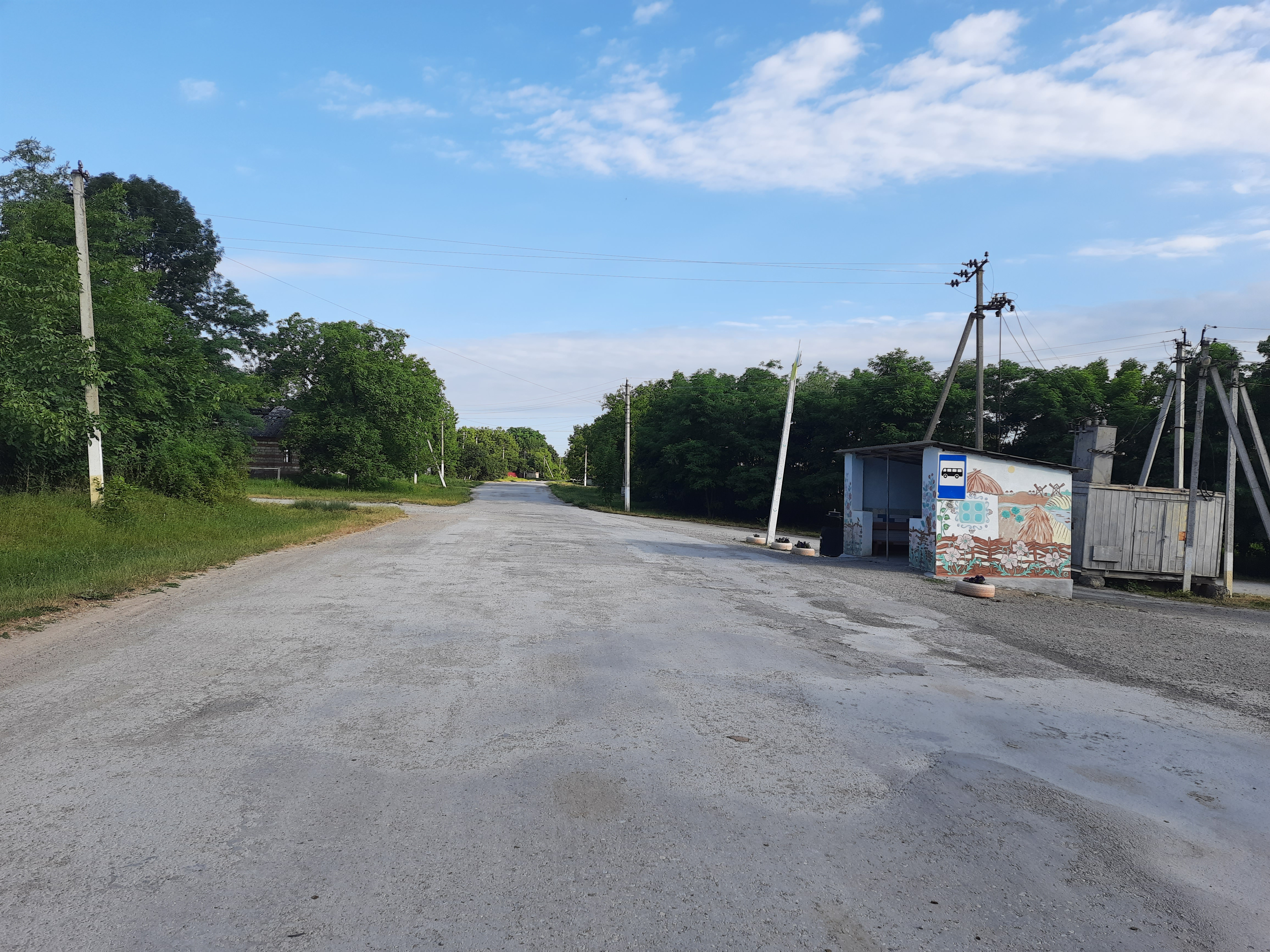
Центральна вулиця
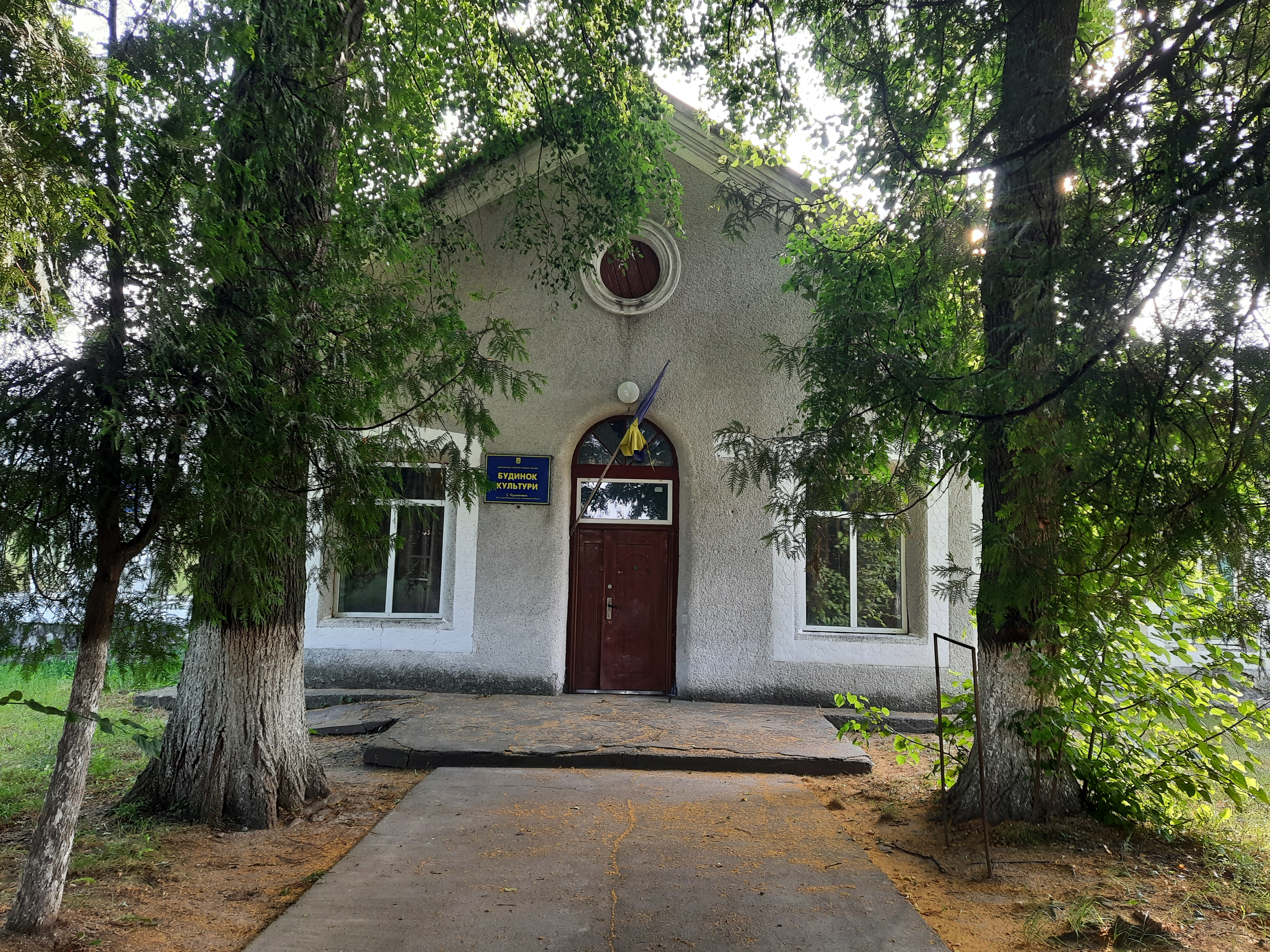
Будинок культури
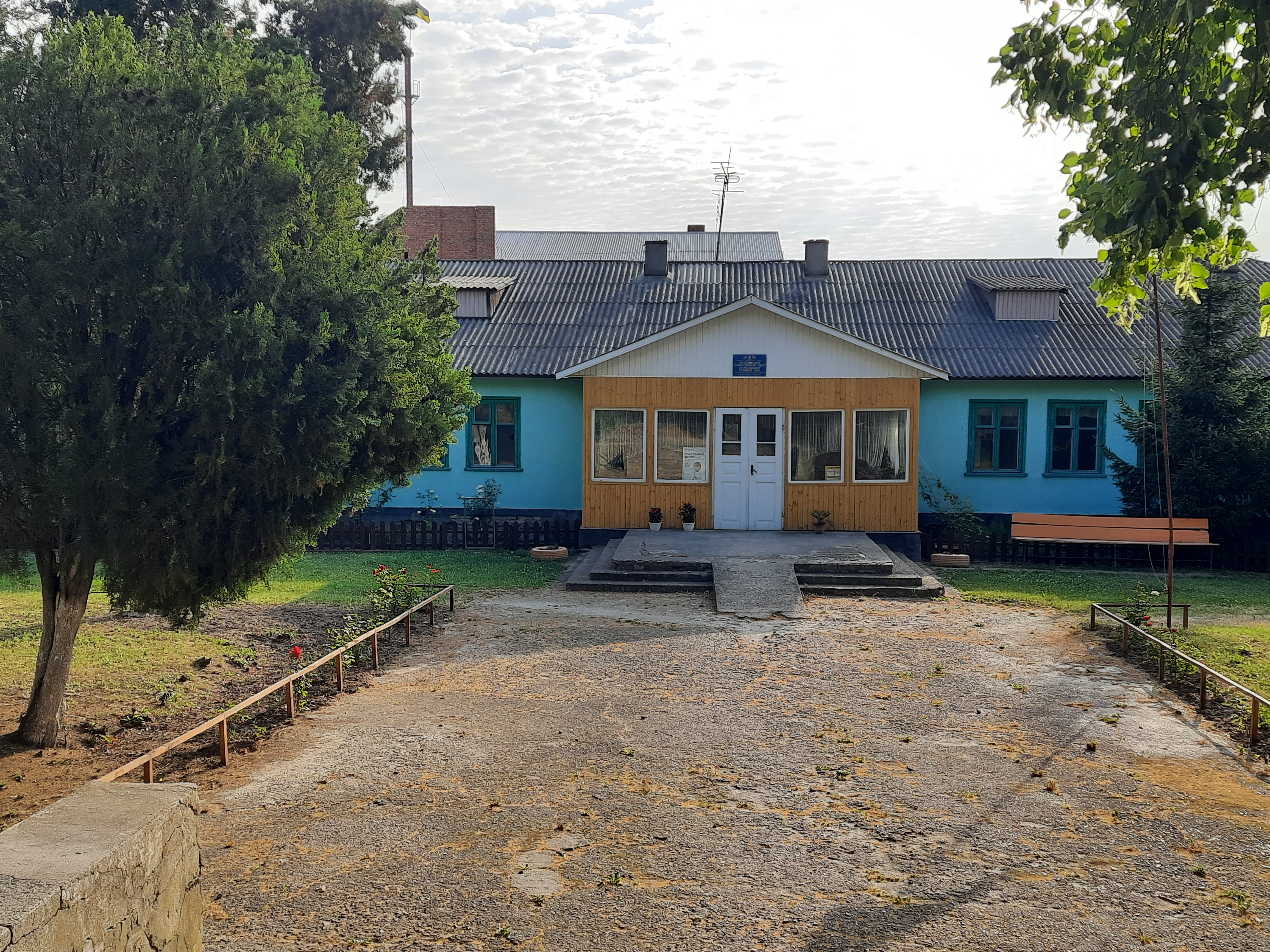
Старостат
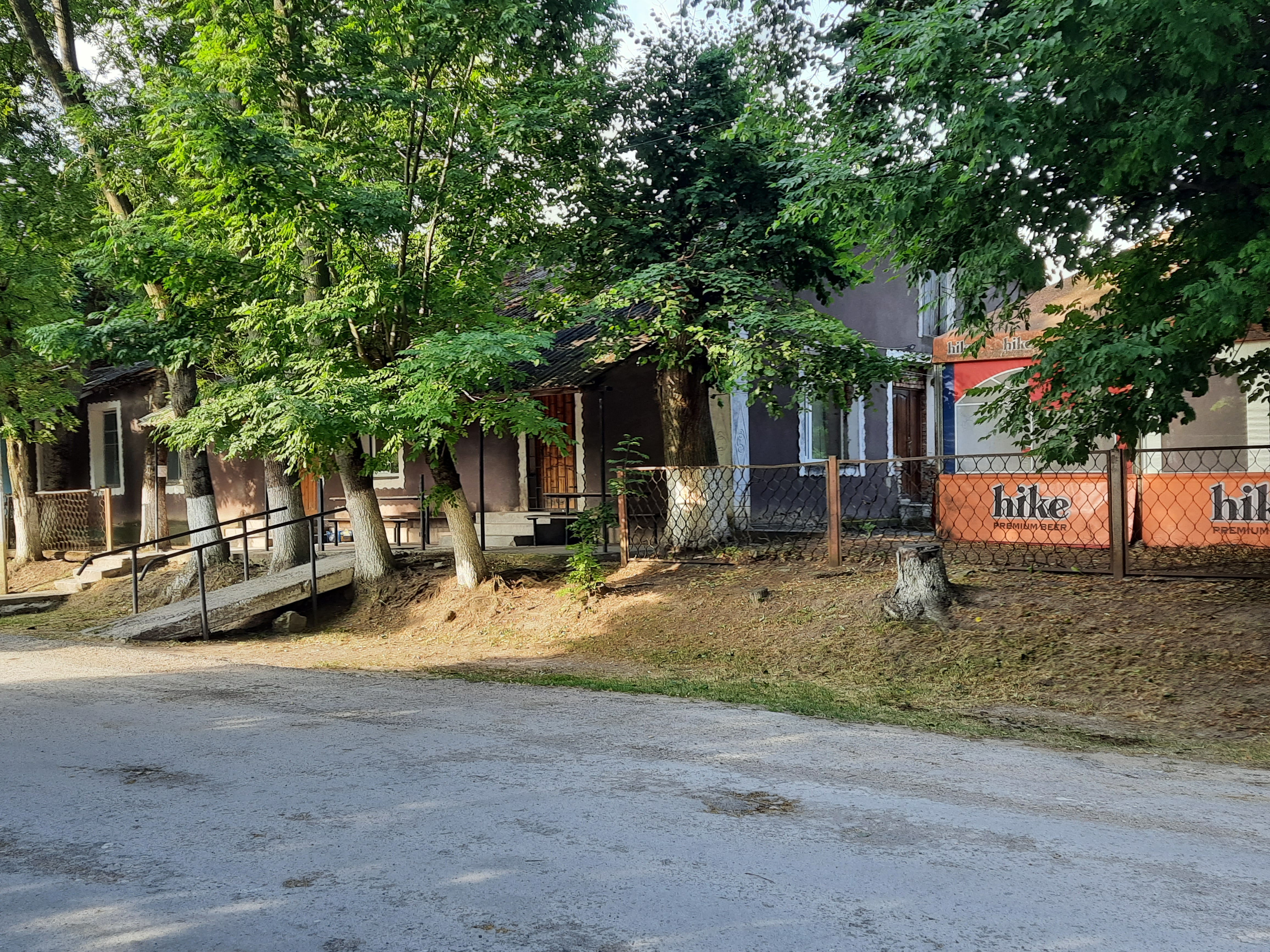
Крамниці
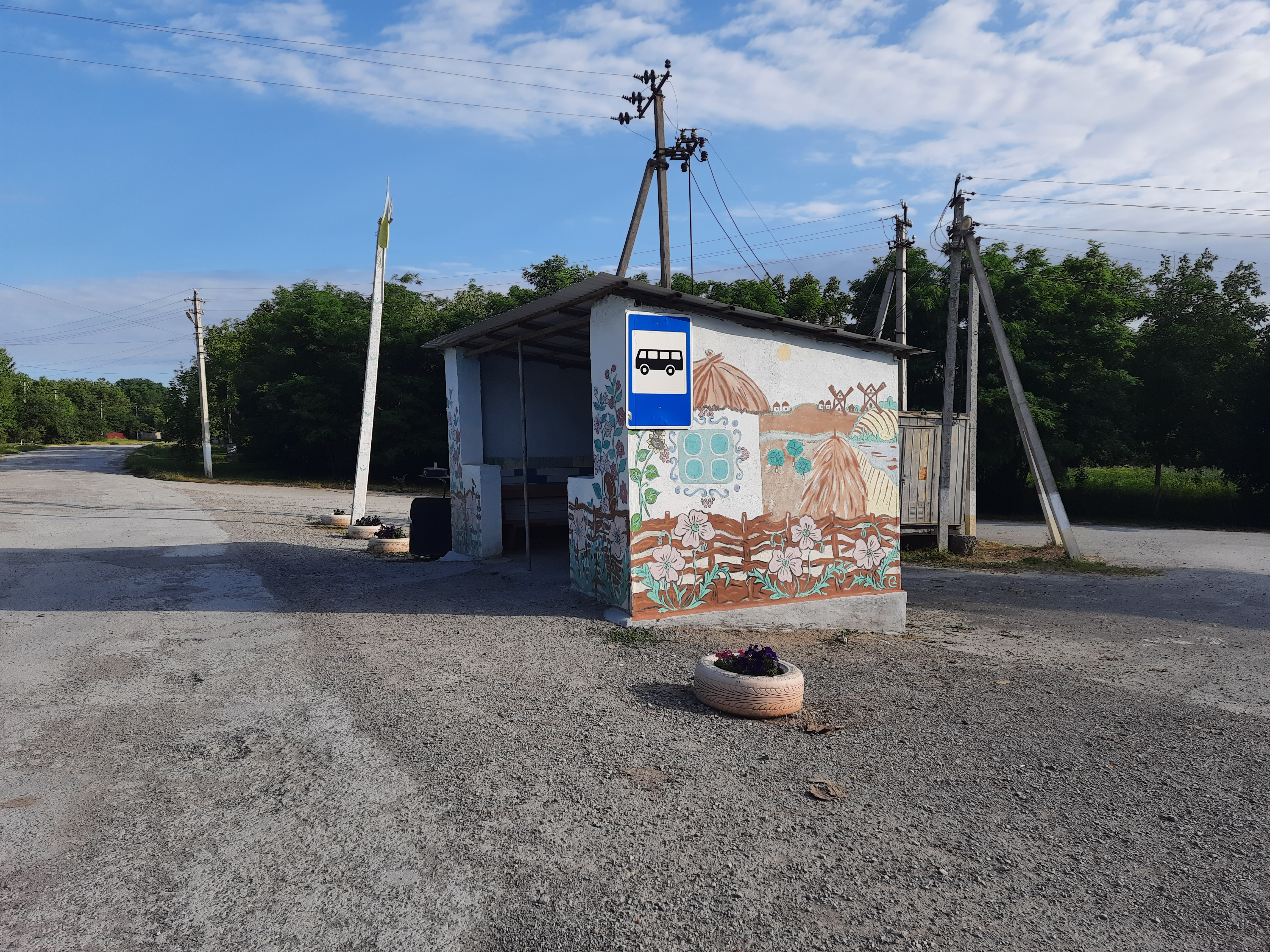
Автобусна зупинка